# Campionato mondiale giovanile di scherma 1966
Il Campionato mondiale juniores di scherma del 1966 ("1966 World Juniors Fencing Championships") è stato organizzato dalla Federazione internazionale della scherma e si è svolto a Vienna in Austria dal 8 al 11 aprile.
Nel fioretto, si sono aggiudicati i titoli del campionato mondiale il rumeno Stefan Weisboch, che ha battuto in finale il magiaro Miklos Berkovits, e la svedese Kerstin Palm che ha avuto la meglio sulla polacca Halina Balon.
Nella spada il francese Jacques Brodin ha battuto in finale il sovietico Igor Samochkin, ottenendo il titolo mondiale juniores maschile.
Nella sciabola il magiaro Zsolt Nagy prevale sul polacco Eugeniusz Gos.

## Podi

### Uomini
| Specialità  | Oro             | Argento          | Bronzo           |
| Individuali |                 |                  |                  |
| Fioretto    | Stefan Weisboch | Miklos Berkovits | Mihai Tiu        |
| Spada       | Jacques Brodin  | Igor Samochkin   | Georgij Zažickij |
| Sciabola    | Zsolt Nagy      | Eugeniusz Gos    | Gyorgy Gerevich  |

### Donne
| Specialità  | Oro          | Argento      | Bronzo                     |
| Individuali |              |              |                            |
| Fioretto    | Kerstin Palm | Halina Balon | Claudette Herbster-Josland |

## Medagliere
| Pos.   | Nazione          | Oro | Argento | Bronzo | Totale |
| ------ | ---------------- | --- | ------- | ------ | ------ |
| 1      | Ungheria         | 1   | 1       | 1      | 3      |
| 2      | Romania          | 1   | 0       | 1      | 2      |
| 2      | Francia          | 1   | 0       | 1      | 2      |
| 4      | Svezia           | 1   | 0       | 0      | 1      |
| 5      | Polonia          | 0   | 2       | 0      | 2      |
| 6      | Unione Sovietica | 0   | 1       | 0      | 1      |
| 7      | Norvegia         | 0   | 0       | 1      | 1      |
| Totale | Totale           | 4   | 4       | 4      | 12     |